# Смбат II Ашотян
Смбат II Ашотян (*Սմբատ Բ Աշոտյան, д/н — 1051) — 3-й цар Сюнікського царства з 1040 до 1051 року.

## Життєпис
Походив з князівського роду Старших Ашотянів, князів Цхука. Син Ашота та доньки Васака, царя Сюніка. Після смерті останього у 1040 році Смбат II став новим Сюнікським царем. Продовжив політику попередника зі зміцнення держави.
Водночас спрямував зусилля на повернення втрачених на користь Анійського царства володінь. В результаті більшість Північного Сюніку було повернуто. Втім Смбату II довелося боротися з мусульманськими сусідами. У 1040 році прийшов на допомогу Ташир-Дзоргетському царству, відзначившись у битві проти Абу-л Асвара з династії Шеддадидів.
У 1044 році проти Смбата II виступили еміри Ардабіля, Ахара й Талиша, війська яких зруйнували Татевський монастир, усипальницю царів Сюніку. Втім зрештою Смбат I зумів відбити ворогів та відновити владу над Сюнікським царством. Водночас зробив свого брата Григора співцарем. Решту правління Смбат II присвятив відновленню економіки та військової потуги держави. Також доклав зусиль щодо відновлення Татевського монастиря, духовно-просвітницьких центрів Ваханаван, Бгено-Нораванк.
У 1045 році виникла загроза з боку Візантійської імперії, яка захопила Анійське царство. У 1046 році разом з братом Григором I брав участь у боротьбі проти Шеддадідів, війська яких вдерлися до Ташир-Дзоргетського царства. Помер у 1051 році. Йому спадкував брат Григор I.